# ノンマルト
ノンマルトは、特撮テレビドラマ『ウルトラセブン』をはじめとする「ウルトラシリーズ」に登場する架空の知的生命体。別名は地球原人。

## 『ウルトラセブン』に登場するノンマルト
『ウルトラセブン』第42話「ノンマルトの使者」に登場。
現代の人類の登場以前に地球で高度な文明を築いていたが、人類の侵略によって海底に住処を追われた知的生命体。性格は好戦的でないうえに戦闘能力もレーザー銃を持つだけで高くはなく、戦力も怪獣と鹵獲兵器のみである。海底で平和に暮らしていたが、海底にまで人類の侵略（開発）が進行してきたことを危惧し、海底開発中だった海底開発センターへ真市少年を通して警告を出していたが無視されたため、同センターの海洋調査船シーホース号を爆沈させる。その後、真市を通した交渉はすべて受け入れられず、鹵獲していたイギリスの原子力潜水艦グローリア号で地上への報復攻撃を行って漁村を壊滅させ、怪獣ガイロスを使って船舶を襲わせる。「人間は侵略者」という主張と人類側の海洋開発とは相容れず、ガイロスはウルトラセブンに倒されたうえ、ウルトラ警備隊の反撃に遭ってグローリア号や海底都市も侵略基地と認識されてミサイル攻撃で殲滅された。
なお、M78星雲では地球人を「ノンマルト」と呼ぶが、これが「海底を住処とするノンマルト」のことを指すのか、「現代の人類」のことを指すのかは、劇中では謎のままだった。また、友里アンヌ隊員の前に現れ、海洋開発センターや地球防衛軍へ何度も警告する真市の正体は明かされないまま本話は終了するが、彼の最後の声に呼ばれたアンヌとダンがたどり着いたのは、2年前に海で事故死した真市の墓標であった。
- 着ぐるみは高山良策によって頭部のみが3体分造られ、胴体には既存のタイツを使用している[19][10]。
- 「ノンマルト」の語源は、戦いの神マルスに、否定形の「ノン」を付け加えたもの[出典 4]。監督を務めた満田かずほは「『ノンマルト』の語源は脚本を担当した金城哲夫が以前読んだSF小説にある。その中で地球のことを『ノンマルス』（こちらの「マルス」はマーズ〈火星〉の意）と言っており、『火星ではない星』という意味らしいが、そのままでは使えないから『ノンマルト』にした。金城の造語である」と説明している[22][21]。書籍『ウルトラセブンイズム』では、神のマルスを否定することによって好戦的でない民族を意味したネーミングであると解説している[20]。
- ノンマルトの設定は、金城と満田の飲み屋での会話に端を発している[出典 5]。金城は沖縄出身であり、ノンマルトに仮託して沖縄と本土（大和民族）との関係を作中に忍ばせたのではないかとする見解が存在している[出典 6]。しかし、当時の関係者はこれを否定しており、このエピソードはむしろ『ウルトラQ』の企画時タイトルとしても用いられた「アンバランス」の世界を表現したかったと言及している[注釈 2][出典 7]。後年に発売された書籍『ウルトラセブン完全解析ファイル』では、先住民族問題に関連付けるのは深読みに過ぎず、善悪逆転の可能性の示唆が発想の原点であったとの見解が定着してきていると記述しているが[6]、沖縄問題との関連性を指摘した1人である評論家の切通理作は、同書の寄稿で当時の人々の現実に根ざしたものではないとする同書の見解について否定的な見解を述べている[28]。映画研究家の白石雅彦は、沖縄問題とは無関係との見解を示しながらも、作品内容は社会派であってそのような解釈が生じたのも当然であろうと評している[22]。
- 2022年10月26日に第35回東京国際映画祭にて『ウルトラセブン』の55周年を記念して本話も4K上映された際には、登壇した満田が海岸に真市とアンヌがいるシーンについて「本当はシルエットで撮りたかったが自然の明かりだったので無理だったこともあり、その敵討ちとして最終話ではダンとアンヌの最後の会話シーンを銀紙を貼ったパネルの前でシルエットにした」との旨を明かしている[30]。

## 『ウルトラセブン1999最終章6部作』に登場するノンマルト
特撮ビデオ作品『ウルトラセブン1999最終章6部作』第6話「わたしは地球人」に登場。
自らを地球の先住民族と称する女性として登場。ノンマルトは宇宙の掟を破った現在の地球人によって滅ぼされたと主張し、セブンにその事実を宇宙に告発せよと迫ったうえ、地球防衛軍の保管するノンマルト攻撃の情報が納められているオメガファイルの公開を求め、怪獣ザバンギを出現させる。しかし、オメガファイルが公開されると「今さら滅ぼされた同胞は帰ってこない」と態度を一変させ、ザバンギに電波研究所を破壊させて地球人がオメガファイルを開示した証拠を消そうとする。最後は、ザバンギを倒したセブンに「いまや宇宙のすべての知的生命体がお前の敵になった」と辛辣な言葉を浴びせて消える。
- 出演：渡辺典子
- 劇中では最後まで人間体のままで、『ウルトラセブン』登場時の姿になることはない。
- 小説版『ウルトラセブン EPISODE：0』では、ダン（セブン）の記憶から若いころのアンヌの姿に擬態して彼に接触するが、姿だけ真似たはずのアンヌの意識に取り込まれ、地球人に対する恨みと自分を置いて去ったダンへの女としての愛憎の入り混じった情念が混じり合い、暴走する。最終的には女としての情念が勝り、激昂してザバンギに「美しいものをすべて破壊しろ」と命令するが、主人の命令を忠実に遂行したザバンギによる攻撃で身を焼かれて死亡する。